# Place de Philippeville
La place de Philippeville est une place publique de la commune française de Grenoble, dans le département français de l'Isère en région Auvergne-Rhône-Alpes.

## Situation et accès

### Situation
La place est située dans l'hypercentre de la ville.
En partant du nord, puis dans le sens des aiguilles d'une montre, la place donne accès aux voies suivantes, selon les références toponymiques fournies par le site géoportail de l'Institut géographique national. 
- Nord : rue de Belgrade
- Est : entrée du parking municipal
- Sud : rue de Belgrade / rue Montorge
- Ouest : avenue Félix Viallet

### Accès
La place, positionnée à proximité de la zone piétonne de la ville, est à l'ouest de la zone commerciale du centre-ville. Elle est accessible aux passants depuis n'importe quel point de la ville.
La place est principalement desservie par les lignes A et B et D du réseau de tramway de l'agglomération grenobloise.. La station la plus proche (accessible par la rue Montorge) porte le nom de Hubert Dubedout - Maison du tourisme.

## Origine du nom
Autrefois place de la Manuention, cette place est dédiée à l'ancienne ville algérienne de Philippeville, dénommée Skikda depuis l'indépendance de l'Algérie en 1962. Cette place a également donné son nom à un important parking municipal de 520 places(également dénommé « Parking Grenette téléphérique ») et à une crèche municipale de 40 places située sur la dalle qui le recouvre.

## Historique
C'est sur cette place que s'éleva en 1623, le couvent et l'Eglise des Augustins qui furent fermés puis démolis durant la Révolution française. Elle devient ensuite la place de la Manutention, quartier général des grévistes en 1905. La place reçut en 1945, ce nouveau nom, afin de remercier et célébrer la ville algérienne de Philippeville, (aujourd'hui Skikda), dont la municipalité avait décidé de parrainer les enfants des résistants grenoblois morts pour la France.
Vers 1890, l'entreprise de fabrication de liqueurs de ratafia de cerises, de la famille Teisseire, était installée à l'angle de la rue de la Manutention et de la rue de France (aujourd'hui rue de Belgrade).
Le parking de Philippeville est créé en 1960 sur un site vide de toute construction depuis la démolition des bâtiments de la Manutention, effectuée en 1908. De cette époque, un escalier est cependant dans l’axe de l’avenue Félix Viallet pour rejoindre le jardin de Ville situé plus à l'est vers le secteur piétonnier. La principale qualité initiale du lieu tenait dans le prolongement minéral. La place est traversée par la rue de Belgrade, ancienne rue des Augustins, puis rue de France.

## Bâtiments remarquables et lieux de mémoire

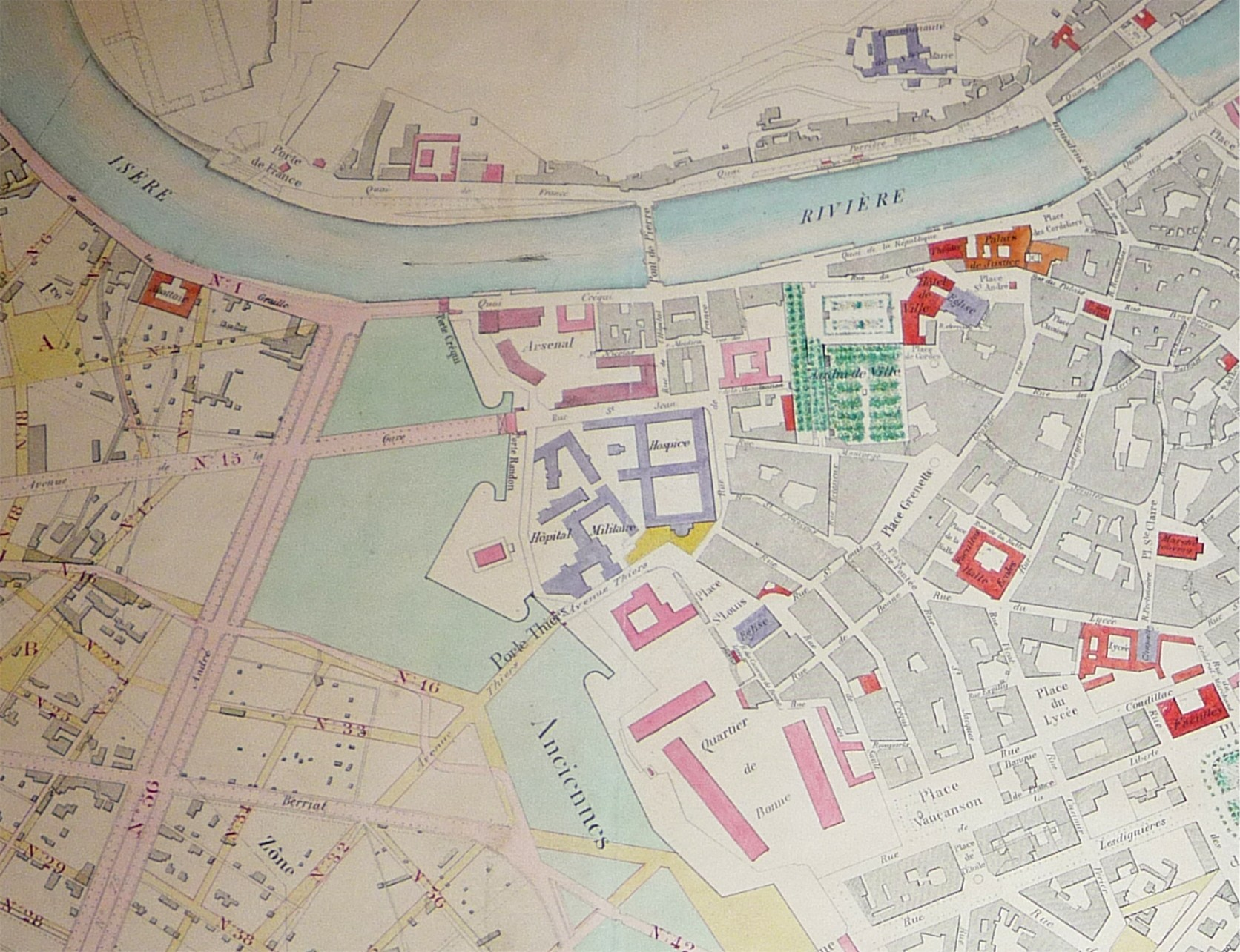
Sur ce plan de 1878, la place de la Manutention est situé entre le jardin de ville (en vert) et l'hospice (en bleu)

### Anciens bâtiments
La construction du couvent des Augustins fut entreprise en 1632. Dix ans après, les bâtiments étaient assez achevés pour que puisse s'y réunir le chapitre général de l'ordre. À la fin des années 1960, lors de la création du parking à l'emplacement exact de l'ancien monastère, plusieurs caveaux furent éventrés contenant des sépultures.

### Bâtiments actuels
- L'entrée principale du parking municipal dénommé « Parking Grenette téléphérique » est située sur cette place
- La crèche Philippeville, située sur la dalle couvrant le parking, œuvre de l'agence r2k architectes est lauréate des Lauriers de la Construction Bois 2010. le bâtiment alterne des boites de bois habillées de lattes verticales de mélèze avec de larges baies vitrées[7],[8]